# 騶虞
騶虞，又名騶吾或騶牙，是古代汉民族傳說中的仁兽。騶虞虎軀獅首，白毛黑紋，尾巴修長，而天性柔仁，不吃活著的動物。

## 記載
- 騶虞最早見於《周禮·春官·鍾師》載：“凡射王奏騶虞，諸侯奏貍首。”
- 《贾公彦疏》：“今《诗》韩鲁説：騶虞，天子掌鸟兽官。”
- 《诗经》有《召南·驺虞》。
- 司马相如《封禅文》：“囿騶虞之珍羣，激麋鹿之怪兽。”
- 《山海经·海内北经》：“林氏国有珍兽，大若虎，五采毕具，尾长于身，名曰驺吾，乘之日行千里。”
- 司馬遷《史记·滑稽列传》：“建章宫后閤重栎中有物出焉，其状似麋。以闻，武帝往临视之。问左右羣臣习事通经术者，莫能知…於是朔（东方朔）乃肯言，曰：所谓驺牙者也。远方当来归义，而驺牙先见。其齿前后若一，齐等无牙，故谓之驺牙。”
- 归有光《题异兽图》诗：“呜乎，孰谓解衣盘礴称良吏，不识驺牙与麟趾。”
- 鄂尔泰《赠方望溪》诗：“《博物》但解辨鼮鼠，《搜神》或诧名驺牙。」
- 明代在永樂、宣德年間有騶虞現身的記載：永乐二年九月丙午，周王朱橚来朝，献驺虞，百僚称贺[1]，並繪有《明內府騶虞圖》、《明人畫騶虞圖》傳世[2]；宣德四年三月，南京守備襄城伯李隆獻騶虞[3]。
- 王偁有〈騶虞歌〉：“閶闔平臨寶仗催，千官跪進騶虞表。慶世騶虞此日生，普天率土頌升平。”[4]王直有〈騶虞贊〉：“古稱瑞獸惟騶虞，狻猊之首身於菟。皎皎白質冰霜腴，黑花粲若玄雲敷。”[5]。

## 相關
- 中國妖怪列表
- 山海經
- 何吾騶

## 延伸阅读
[在维基数据编辑]
 《欽定古今圖書集成·博物彙編·禽蟲典·騶虞部》，出自陈梦雷《古今圖書集成》